# 開発独裁
開発独裁（かいはつどくさい、英: Developmental dictatorship）とは、経済発展の途上にある国家が国民の政治参加を抑制し、党や軍部による独裁の下で急速な発展や近代化を目指す政治体制のことである。自由や福祉政策を後回しにし、経済発展や軍事力の強化を優先し、国力の増強を図ることが特徴である。
明治政府による文明開化政策やロシア革命間もないソビエト連邦におけるウラジーミル・レーニンのネップ政策、トルコにおけるムスタファ・ケマル・アタテュルクのケマリズム政策などが先駆けとなっており、特に第二次世界大戦後に独立した大韓民国の朴正煕政権やフィリピンのフェルディナンド・マルコス政権、インドネシアのスハルト政権やイラン帝国のモハンマド・レザー・パフラヴィー王朝などが知られている。これらの国々は政府指導型の近代化を行うこととなった。その開発独裁は国民の政治参加を抑圧しながらも、科学技術や研究開発の推進、外国資本の導入や輸出の拡大で独裁の正当性を図りつつ国民経済の形成を試みるものであった。なお政治の主体は独裁者とその政党にあり、政策形成の主体はクーデター等により権力を掌握した軍人や欧米諸国への留学経験のある官僚のエリートなどで、特務機関や秘密警察、軍隊の治安部などが国民を暴力を用いて弾圧していた。但し、形骸化はしているものの、民主主義が唱えられたり選挙が行なわれた場合もある。そしてこれらの国々のイデオロギーとしては韓国の「勝共統一」やインドネシアの「パンチャシラ」など国民の団結を促すものが使用された。

## 経緯

### 由来
政治用語として初めて「開発独裁」を用いたのはカリフォルニア大学バークレー校教授でファシズムとマルクス主義の研究者であったジェームス・グレガーによる1979年の著作「Italian Fascism and Developmental Dictatorship」（イタリアのファシズムと開発独裁。Princeton University Press, 1979）であったが、「開発独裁」という用語が用いられはじめたのは1980年代前半であり、比較政治研究者・地域研究者などを始めとして、日本語話者の政治研究者の間では「開発独裁」という語を用いることには、極めて慎重であった。
むしろアジア・ラテンアメリカの政治体制を分析するために好んで用いられたのは、「官僚的権威主義 bureaucratic authoritarianism」「官僚政体 bureaucratic polity」「抑圧的開発政治体制 repressive developmentalist regime」といった諸概念であった。
しかし、日本で1980年代半ば頃から「開発独裁」という用語が、マスコミ上で頻繁に現れるようになったのは、韓国や台湾での民主化運動が高揚し、また、アジア各地で開発による負の側面が大きくクローズアップされ、それらの地域の各政権に対する批判が生じてからであった。
当時「開発独裁政権」と名指しされたのは、フェルディナンド・マルコスのフィリピン、スハルトのインドネシア、リー・クアンユーのシンガポールなど、東南アジアの反共諸政権であった。「開発独裁」を造語したジェームス・グレガーはこのうちマルコス政権の顧問を一時務めていたこともあった。
当初、開発独裁政権と目された諸政権には、1980年代初頭に消滅したものもあれば、冷戦終了後からアジア経済危機後に消滅したものもある。類似する用語と並べての理論的整理や、概念の精緻化が図られたとは言い難い。しかし、今日においても「開発独裁」という用語自体は、1980年代後半にアジア諸国に対して批判的に用いられた頃の「語感」のまま、その対象地域を地理的・歴史的に拡散させつつ（ときに不用意に）使用されている。今日でもなお、慎重な検討を要する用語であることに変わりない。

### 権力独占と抑圧された民主主義
フィリピンのマルコス政権やインドネシアのスハルト政権、タイのサリット政権といった「開発独裁」国家では、開発政策を推進する上で、軍部出身者や国家官僚などの少数のエリートが権力を独占して国家運営を行なった。これは利権を私物化することになるため、国家中枢の実態は国民に対して隠蔽され、後に縁故資本主義と批判されることになった。
これらの開発途上国が経済発展・工業化をめざして開発政策を推し進めていくためには、国家の諸資源を一元的に管理して、計画的かつ優先的に経済開発に投入する必要があった。しかし、こうした開発途上国の政治過程に、地域的・党派的・イデオロギー的・宗教的に多様な集団と、それらを代表する政党などが、選挙や議会制民主主義を通じて参入してくれば、各派の利害が錯綜して、それら調整することは難しくなる。
実際、限られた国家資源を各派の政治家が争って食い物にしあうような汚職や腐敗も目立った。韓国やタイ、インドネシアで開発独裁政権が生まれたのは、それに先立つ時期にそうした「議会政治の失敗」や「政党政治の腐敗」を経験してからのことであった。
開発独裁政権下では結社の自由や言論の自由が抑圧され、秘密警察・治安警察による社会の監視体制が作られた。興味深いことに、開発独裁が起きた多くの国では共産党が強い影響力を持っており、民主主義政党は厳しく弾圧された。労働運動も政府の御用組合のみが存続を許されていたにすぎない。
開発独裁の「独裁」とは、他ならぬこうした権力の独占状況と、国内における政治的自由の抑圧状況を指し示しているが、開発独裁政権においても「民主主義」的諸制度が全面的に否定されていたわけではない。
開発独裁政権下では、さまざまな制約下で、政党・議会・選挙などの民主的諸制度は存続した。しかし、それらは制度的外観を備えているにすぎないもので、開発独裁政権にとってそれらは政権の「民主的」な正当性を内外にアピールするために必要とされていたに過ぎない。実際には、選挙は政府の厳重な監視下に置かれて実施され、政権与党の圧勝劇を演出し、議会には先鋭的な対立は持ち込まれなかったのである。

### 開発独裁と反共主義
開発独裁政権とされた発展途上国は、共通項の一つに反共主義があった。この目的のほとんどは西側の先進国、特にアメリカ合衆国からの援助を受けることにあったのだが、実際は共産主義（マルクス・レーニン主義）とノウハウや組織方法は共通している点もある。例えば、中華民国の蔣経国、大韓民国の朴正煕は過去に共産党員だった経験から、一党独裁制や計画経済など主に東側の社会主義国で行われていた手法を取り入れた。タイのタクシン・シナワット政権、シンガポールの人民行動党のように共産主義勢力と関係を結んだ例もある。共産圏でも独自の非同盟を掲げたチトー政権時代のユーゴスラビアは東側と同時に西側からも援助を受けて経済開発を行ったことから、一種の開発独裁とする見解もある。つまり、開発独裁と共産主義は親和性がないとは限らない。
特に「開発独裁」を造語したジェームス・グレガーの積極的な研究対象にもなっており、中国共産党の独裁下での鄧小平による改革開放から西側先進国からの援助や投資を受け入れて著しい経済成長を達成した中国は開発独裁の外観を具備していると呼べる（新権威主義）。計画経済ではなく、市場経済化（社会主義市場経済）によって一党独裁を続け、自由化も民主化も行わず、アメリカ合衆国に次ぐ経済大国になった中国のモデルはワシントン・コンセンサスと比較して北京コンセンサスや国家資本主義とも呼ばれ、同じく共産党独裁政権下のベトナムも同様にドイモイ政策を導入している。
また、ソ連崩壊後の中央アジアやカフカス地方ではトルクメニスタンのサパルムラト・ニヤゾフ政権、カザフスタン、ウズベキスタン、アゼルバイジャンなどに代表されるように、旧共産党指導者が「開発独裁」的な政権運営を行っているような例もある。

### 西側開発独裁国の終焉
開発独裁政権が経済運営に成功し（その指標として「年何%の経済成長率」がさかんに喧伝された）、その成果を国民に分配すると、国民の支持を調達して政治的正当性を高めることができる。開発独裁はそのようにして政権の維持を図ってきた。
台湾や韓国では、経済成長の結果、民主化運動（美麗島事件・民主化宣言）が高揚した。その後、また、政権に関わる人物やその一族による不正蓄財、同族経営、汚職、また、取り巻きや財界人・政商との癒着、収賄、賄賂が多発し、開発の恩恵が一部の人々によって独占されていることが明らかになると、開発独裁政権は急速にその正当性を失い、国内の民主化運動から重大な挑戦を受けるようになった。1986年のフィリピンにおけるマルコス政権のエドゥサ革命による崩壊は、その一例である。
国際的な要因としても、1989年に起きた東欧革命によって、東西冷戦が終結したことで、西側諸国（特にアメリカ合衆国）は、アジアにおける反共政権の擁護に関心を失い、むしろその人権状況に厳しい認識を示すようになった。開発独裁政権にとって重要な後ろ盾だったはずの西側諸国の立場は変化したのである。
また、アジア通貨危機後の経済危機によって大衆の生活が危機的状況にさらされたインドネシアでも、スハルト政権下での汚職・癒着・縁故主義を糾弾する大衆の街頭行動が引き金となって、1998年、30年以上にわたって長期政権を維持してきたスハルトは辞職した。

### 再編
台湾や韓国のように開発独裁の結果として一定の経済発展をなしとげた国では民主化運動の流れの中で政権が交代し、開発独裁が終焉したケースが多いが、台湾や韓国と並ぶアジア四小龍とされていた香港やシンガポールは経済水準が高まった後も、香港の政治の民主化への逆行や人民行動党による事実上の一党独裁制（ヘゲモニー政党制）が継続している。市場経済を導入して経済大国になった中国、高度成長下にあるベトナムも、共産党による一党独裁体制は強化されている。ソ連崩壊後のロシアではウラジーミル・プーチンが20年以上にわたって権力の座にある。

## 開発独裁が行われた主な国
以下に、19世紀後半以降に開発独裁がみられた国家・地域を挙げているが、慎重な検討を要するものもあるので注意。またソ連型社会主義の国の独裁については除く。

### 東アジア・東南アジア
- 日本（明治政府による富国強兵政策及び文明開化政策）
- 中華民国（蔣介石から蔣経国までの中国国民党の一党独裁政権、その後民主化）
- 中華人民共和国（鄧小平の中国共産党政権による改革開放政策以来現在も継続中）
- 大韓民国（李承晩政権、朴正煕と全斗煥の国軍による軍事政権、その後民主化）
- 朝鮮民主主義人民共和国（1991年から1994年までの金日成政権、その前後は主体思想に基づく計画経済）
- ベトナム（グエン・ヴァン・リンのベトナム共産党政権によるドイモイ政策以来現在も継続中）
- ベトナム共和国（ゴ・ディン・ジエムからグエン・バン・チューなどによる政権崩壊までの国軍の軍事政権、その後ベトナム戦争の敗戦により国家そのものが消滅）
- ラオス王国（国王による絶対王政、スワンナ・プーマなどによる連合政権、その後ラオス内戦の敗戦により国家体制が崩壊）
- ラオス（カイソーン・ポムウィハーン書記長によるチンタナカーン・マイ以来現在も継続中）
- クメール共和国（ロン・ノルによる軍事政権、その後カンボジア内戦の敗戦により国家体制が崩壊）
- カンボジア（フン・セン政権以来現在も継続中）
- タイ王国（サリット・タナラットの軍事政権及びタクシン・シナワット政権）
- ミャンマー（ミャンマー国軍による軍事政権、2011年に民政移管するが2021年に再び国軍が政権掌握、現在も継続中）
- フィリピン（フェルディナンド・マルコスによる国軍の軍事政権、その後民主化）
- マレーシア（トゥンク・アブドゥル・ラーマンやマハティール・ビン・モハマドなどによる統一マレー国民組織政権、その後民主化）
- シンガポール（リー・クアンユーの人民行動党政権以来現在も継続中）
- ブルネイ（独立以来ハサナル・ボルキア国王による絶対王政が現在まで続く）
- インドネシア（スハルトによる国軍の軍事政権、その後民主化）

### 南アジア
- パキスタン（ムハンマド・ジア＝ウル＝ハク政権）

### 中近東
- イラン（パフラヴィー2世王政）
- アラブ首長国連邦（ムハンマド・ビン・ラーシド・アール・マクトゥーム首相に代表される連邦制、現在も継続中）
- イラク（サッダーム・フセイン政権、1980年代）
- シリア（バッシャール・アル＝アサド政権[11]、アブー・ムハンマド・アル＝ジャウラーニー政権[12]、現在も継続中）
- トルコ（ムスタファ・ケマル・アタテュルク政権、アドナン・メンデレス政権、ケナン・エヴレン政権、トゥルグト・オザル政権、タンス・チルレル政権[13]、レジェップ・タイイップ・エルドアン政権2018年トルコ大統領選挙（トルコ語版）まで）
- イエメン（アリー・アブドッラー・サーレハ政権）

### ヨーロッパ・中央アジア
- スペイン（フランシスコ・フランコ政権。ただし第二次世界大戦中までは類似ファシズム（英語: Para-fascism）[14]独裁だった）
- ポルトガル（アントニオ・サラザール、マルセロ・カエターノ政権によるエスタド・ノヴォ体制）
- ユーゴスラビア（ヨシップ・ブロズ・チトー政権）
- ソビエト連邦（ウラジーミル・レーニン政権のネップ政策、ミハイル・ゴルバチョフ政権）
- ソビエト連邦の崩壊後の旧ソ連構成諸国の一部
  -  ロシア（ウラジーミル・プーチン政権以降現在も継続中）
  -  ベラルーシ（アレクサンドル・ルカシェンコ政権、現在も継続中）
  -  カザフスタン（ヌルスルタン・ナザルバエフ政権以降現在も継続中）
  -  キルギス（サディル・ジャパロフ政権、現在も継続中）
  -  ウズベキスタン（イスラム・カリモフ政権以降現在も継続中）
  -  トルクメニスタン（サパルムラト・ニヤゾフ政権以降現在も継続中）
  -  タジキスタン（エモマリ・ラフモン政権、現在も継続中）
  -  アゼルバイジャン（ヘイダル・アリエフ政権以降現在も継続中）
  -  ジョージア（エドゥアルド・シェワルナゼ政権以降現在も継続中）
  - ナザルバエフ、カリモフ、ニヤゾフはソ連時代から各共和国の共産党の指導者であり、ソ連崩壊後に独立した各国で大統領として権力を握り続けた。またプーチン、ルカシェンコ、ヘイダル・アリエフ、シェワルナゼもソ連共産党出身である。

### 中南米・ラテンアメリカ・カリブ海
- ブラジル（ジェトゥリオ・ドルネレス・ヴァルガス（バルガス）政権。他ウンベルト・デ・アレンカール・カステロ・ブランコ、エルネスト・ガイゼル、ジョアン・フィゲイレドなどの軍事政権）
- キューバ（フルヘンシオ・バティスタ政権、その後キューバ革命により体制崩壊）
- ベネズエラ（フアン・ビセンテ・ゴメス政権、ウゴ・チャベス政権、ニコラス・マドゥロ政権、2025年現在も継続中）
- ボリビア（ウゴ・バンセル・スアレス政権）
- パラグアイ（アルフレド・ストロエスネル政権）
- チリ（アウグスト・ピノチェト政権）
- アルゼンチン（ホルヘ・ラファエル・ビデラ、ロベルト・エドゥアルド・ビオラ、レオポルド・ガルチェリ、レイナルド・ビニョーネの軍事政権）
- ドミニカ共和国（ラファエル・トルヒーヨ政権、ホアキン・バラゲール政権）
- ハイチ（ポール・マグロワール政権、フランソワ・デュヴァリエ政権、ジャン＝クロード・デュヴァリエ政権）
- ガイアナ（フォーブス・バーナム政権）
- エルサルバドル（マクシミリアーノ・エルナンデス・マルティネス政権、ナジブ・ブケレ政権、2025年現在も継続中）
- グアテマラ（ホルヘ・ウビコ政権、カルロス・カスティージョ・アルマス政権、エンリケ・ペラルタ・アスルディア政権）
- メキシコ（制度的革命党による官僚主義体制）
- ホンジュラス（ティブルシオ・カリアス・アンディーノ政権、マヌエル・セラヤ政権）
- ニカラグア（ソモサ王朝、ダニエル・オルテガ政権以降2023年現在も継続中）
- パナマ（オマール・トリホスからマヌエル・ノリエガまでの軍事政権）
- コロンビア（ラウレアーノ・ゴメス政権、フリオ・セサル・トゥルバイ・アヤラ政権、アルバロ・ウリベ政権）
- ペルー（アルベルト・フジモリ政権、オジャンタ・ウマラ政権）
- エクアドル（ホセ・マリア・ベラスコ・イバラ政権、ラファエル・コレア政権）

### アフリカ
- モロッコ（ハサン2世王政）
- エジプト（ホスニー・ムバラク政権以降現在も継続中）
- 中央アフリカ共和国（ダヴィド・ダッコ政権、ボカサ1世王政、フォースタン＝アルシャンジュ・トゥアデラ政権、2023年現在も継続中）
- ザイール（現・コンゴ民主共和国）（モブツ・セセ・セコ政権）
- コンゴ民主共和国（ジョセフ・カビラ政権以降現在も継続中）
- シエラレオネ（アルバート・マルガイ政権、シアカ・スティーブンス政権）
- リベリア（ホイッグ党体制、サミュエル・ドウ政権）
- ギニア（セク・トゥーレ政権、ランサナ・コンテ政権）
- ブルキナファソ（トーマス・サンカラ政権、ブレーズ・コンパオレ政権、イブラヒム・トラオレ政権、2023年現在も継続中）
- リビア（ムアンマル・アル＝カッザーフィーによるジャマーヒリーヤ（直接民主）制）
- チャド（イッセン・ハブレ政権、イドリス・デビ政権、マハマト・デビ政権、2023年現在も継続中）
- エリトリア（イサイアス・アフェウェルキ政権、2023年現在も継続中）
- エチオピア（ハイレ・セラシエ1世王政、メレス・ゼナウィ政権、アビィ・アハメド政権、2023年現在も継続中）
- ソマリア（シアド・バーレ政権）
- ジブチ（イスマイル・オマル・ゲレ政権、2023年現在も継続中）
- ケニア（ジョモ・ケニヤッタ政権、ダニエル・アラップ・モイ政権）
- タンザニア（ジュリウス・ニエレレ政権）
- ザンビア（ケネス・カウンダ政権）
- マラウイ（ヘイスティングズ・カムズ・バンダ政権、ビング・ワ・ムタリカ政権）
- モザンビーク（ジョアキン・アルベルト・シサノ政権、アルマンド・ゲブーザ政権）
- コモロ（アーメド・アブダラ政権、アリ・ソイリ政権、アザリ・アスマニ政権、2023年現在も継続中）
- ジンバブエ（ロバート・ムガベ政権以降現在も継続中）
- アンゴラ（ジョゼ・エドゥアルド・ドス・サントス政権以降現在も継続中）
- コンゴ共和国（ドニ・サスヌゲソ政権、2023年現在も継続中）
- ガボン（オマール・ボンゴ・オンディンバ政権、アリー・ボンゴ・オンディンバ政権、2023年現在も継続中）
- 赤道ギニア（テオドロ・オビアン・ンゲマ政権、2023年現在も継続中）
- カメルーン（ポール・ビヤ政権、2023年現在も継続中）
- ベナン（第1期マチュー・ケレク政権、パトリス・タロン政権、2023年現在も継続中）
- トーゴ（ニャシンベ・エヤデマ政権、フォール・ニャシンベ政権、2023年現在も継続中）
- ガンビア（ヤヒヤ・ジャメ政権）
- モーリタニア（モフタール・ウルド・ダッダ政権）
- マリ（アシミ・ゴイタ政権、2023年現在も継続中）
- ニジェール（セイニ・クンチェ政権、サル・ジボ政権、アブドゥラハマネ・チアニ政権、2023年現在も継続中）
- アルジェリア（ベン・ベラ政権、アブデルアジズ・ブーテフリカ政権）
- 南スーダン（サルバ・キール・マヤルディ政権、2023年現在も継続中）
- ウガンダ（ミルトン・オボテ政権、イディ・アミン政権、ヨウェリ・ムセベニ政権、2023年現在も継続中）
- コートジボワール（フェリックス・ウフェ＝ボワニ政権）
- ナイジェリア（ヤクブ・ゴウォン政権、ムルタラ・ムハンマド政権、第1期ムハンマド・ブハリ政権、イブラヒム・ババンギダ政権、サニ・アバチャ政権）
- ガーナ（クワメ・エンクルマ政権、ジェリー・ローリングス政権）
- スーダン（ジャーファル・ヌメイリ政権、オマル・アル＝バシール政権）
- セイシェル（フランス＝アルベール・ルネ政権）
- ルワンダ（ジュベナール・ハビャリマナ政権、ポール・カガメ政権、2023年現在も継続中）
- ブルンジ（ミシェル・ミコンベロ政権、ピエール・ブヨヤ政権、ピエール・ンクルンジザ政権）
- アフリカでは独裁傾向に傾く国が多く、クーデターが多いことから軍事政権が成立しやすい。これは、元宗主国であるフランスの財政支援も関係している。